# Fünf Stücke für das Pianoforte opus 62
Fünf Stücke für das Pianoforte is een verzameling werkjes van Christian Sinding. Van de werkjes is nauwelijks iets terug te vinden, ze zijn in de vergetelheid geraakt. Er zijn ook geen opnames bekend van de stukken.
De vijf werkjes zijn:
1. Impromptu in allegro con brio in As majeur
2. Canto funebre in non troppo lento in  a mineur
3. Scherzetto in allegro in D majeur
4. Danse ancienne in pomposo in E majeur
5. Capriccio in con brio in As majeur